# The Boulet Brothers' Dragula (6ª temporada)
A sexta temporada de Dragula, dos The Boulet Brothers , também chamada de temporada 666 em materiais promocionais, estreou em 1º de outubro de 2024, na AMC+ e Shudder . A temporada foi confirmada pelo Shudder em 5 de dezembro de 2023. O programa contou com a participação de doze artistas drag competindo pelo título de "O Próximo Supermonstro Drag do Mundo".
Em 3 de Dezembro de 2024, Asia Consent foi coroada a vencedora da sexta temporada, com Auntie Heroine e Grey Matter como finalistas.

## Produção
Em 13 de dezembro de 2023, foi anunciado na página oficial do programa no Instagram que o elenco para a sexta temporada estava aberto. As inscrições permaneceram abertas por cinco semanas até o encerramento em 17 de janeiro de 2024.
O elenco foi oficialmente revelado em 10 de setembro de 2024, apresentando 12 concorrentes competindo pelo título de "Próximo Supermonstro Drag do Mundo" e um prêmio em dinheiro de 100 mil dólares americanos.

## Concorrentes
Concorrentes da 6ª temporada de Dragula.
| Concorrente     | Idade | Origem                  | Colocação                                        |
| --------------- | ----- | ----------------------- | ------------------------------------------------ |
| Asia Consent    | 28    | Portland, OR            | Vencedora (em 3 de Dezembro de 2024)             |
| Auntie Heroine  | 32    | Rockford, IL            | Finalistas (em 3 de Dezembro de 2024)            |
| Grey Matter     | 32    | Houston, TX             | Finalistas (em 3 de Dezembro de 2024)            |
| Yuri            | 28    | Auckland, Nova Zelândia | 4º Lugar (Exterminada em 26 de Novembro de 2024) |
| Pi              | 30    | Filadélfia, PA          | 5º Lugar (Exterminada em 19 de Novembro de 2024) |
| Jaharia         | 28    | Kansas City, MO         | 6º Lugar (Exterminada em 12 de Novembro de 2024) |
| Aurora Gozmic   | 30    | Chicago, IL             | 7º Lugar (Exterminada em 5 de Novembro de 2024)  |
| Vivvi the Force | 35    | San Diego, CA           | 8º Lugar (Exterminada em 29 de Outubro de 2024)  |
| Majesty         | 30    | Portland, OR            | 9º Lugar (Desistiu em 29 de Outubro de 2024)     |
| Desiree Dik     | 31    | Washington, DC          | 10º Lugar (Exterminada em 15 de Outubro de 2024) |
| Scylla          | 25    | Chicago, IL             | 11º Lugar (Exterminada em 8 de Outubro de 2024)  |
| Severity Stone  | 36    | Boston, MA              | 12º Lugar (Exterminada em 1 de Outubro de 2024)  |

## Progresso dos concorrentes
| Asia Consent    | VENCEU | SALVA  | VENCEU | SALVA  | BOM    | BOM    | BTM2   | BOM    | VENCEU | Vencedora |  |  |  |  |  |  |  |  |
| Auntie Heroine  | BOM    | VENCEU | SALVA  | BOM    | BTM2   | BOM    | VENCEU | BTM2   | BTM3   | Finalista |  |  |  |  |  |  |  |  |
| Grey Matter     | SALVA  | BOM    | BOM    | BTM2   | SALVA  | VENCEU | VENCEU | BOM    | BTM3   | Finalista |  |  |  |  |  |  |  |  |
| Yuri            | RUIM   | SALVA  | BTM2   | BOM    | SALVA  | RUIM   | RUIM   | VENCEU | EXTRM  |           |  |  |  |  |  |  |  |  |
| Pi              | SALVA  | BOM    | SALVA  | BOM    | VENCEU | SALVA  | BOM    | EXTRM  |        |           |  |  |  |  |  |  |  |  |
| Jaharia         | SALVA  | BOM    | SALVA  | SALVA  | BOM    | BTM2   | EXTRM  |        |        |           |  |  |  |  |  |  |  |  |
| Aurora Gozmic   | BTM2   | SALVA  | RUIM   | VENCEU | BOM    | EXTRM  |        |        |        |           |  |  |  |  |  |  |  |  |
| Vivvi the Force | SALVA  | SALVA  | BOM    | BTM2   | EXTRM  |        |        |        |        |           |  |  |  |  |  |  |  |  |
| Majesty         | BOM    | SALVA  | SALVA  | SALVA  |        |        |        |        |        |           |  |  |  |  |  |  |  |  |
| Desiree Dik     | SALVA  | BTM2   | EXTRM  |        |        |        |        |        |        |           |  |  |  |  |  |  |  |  |
| Scylla          | SALVA  | EXTRM  |        |        |        |        |        |        |        |           |  |  |  |  |  |  |  |  |
| Severity Stone  | EXTRM  |        |        |        |        |        |        |        |        |           |  |  |  |  |  |  |  |  |

     O participante venceu The Boulet Brothers' Dragula Season 6.
     Os participantes se tornaram finalistas da temporada.
     O participante venceu o desafio da semana.
     A participante foi declarada como "salva", mas recebeu feedback dos Boulet Brothers.
     O participante recebeu críticas positivas, mas foi declarada "salva" no último instante.
     O participante recebeu críticas negativas, mas foi declarada "salva" no último instante.
     A participante esteve apta à exterminação.
     A participante foi declarada salva, mas desistiu da competição.
     A participante foi exterminada.

## Exterminações
| Episódio | Participantes  | Participantes | Participantes   | Desafio | Exterminado     |
| -------- | -------------- | ------------- | --------------- | --- | --------------- |
| 1        | Aurora Gozmic  | vs.           | Severity Stone  | Nado livre com tubarões sem uma gaiola de proteção                                                                               | Severity Stone  |
| 2        | Desiree Dik    | vs.           | Scylla          | Ter o corpo perfurado por agulhas                                                                                                | Scylla          |
| 3        | Desiree Dik    | vs.           | Yuri            | Pular de paraquedas de um avião a mais de 5 mil metros de altitude.                                                              | Desiree Dik     |
| 4        | Grey Matter    | vs.           | Vivvi the Force | Segurar na grade externa de uma Bobina de Tesla enquanto é eletrocutado. Vence o desafio o participante que aguentar mais tempo. | Nenhum          |
| 5        | Auntie Heroine | vs.           | Vivvi the Force | Participar de uma batalha de dublagem da música Waiting, de The Dahli.                                                           | Vivvi the Force |
| 6        | Aurora Gozmic  | vs.           | Jaharia         | Ser selado à vácuo em látex contra uma parede enquanto recebe descargas elétricas nas costas.                                    | Aurora Gozmic   |
| 7        | Asia Consent   | vs.           | Jaharia         | Responder três enigmas. A cada resposta errada, uma parte de uma tatuagem será feita no corpo do participante.                   | Jaharia         |

     O participante foi exterminado na sua primeira participação em um desafio de exterminação.
     O participante foi exterminado na sua segunda participação em um desafio de exterminação.
     O participante foi exterminado na sua terceira participação em um desafio de exterminação.
     O participante foi exterminado no desafio de exterminação final da temporada.

## Jurados convidados
| Episódio | Jurados convidados                                                                             |        |
| -------- | ---------------------------------------------------------------------------------------------- | ------ |
| 1        | Akela Cooper, roteirista e produtora de televisão Jamie Clayton, atriz e modelo                | [ 15 ] |
| 2        | Don Mancini, roteirista e produtor Jennifer Tilly, atriz                                       | [ 16 ] |
| 3        | Tananarive Due, autora Tatiana Maslany, atriz                                                  | [ 17 ] |
| 4        | Landon Cider, vencedor da terceira temporada de Dragula Justin Simien, cineasta, ator e autor. | [ 18 ] |
| 5        | Alaska Thunderfuck, drag queen Darren Stein, cineasta                                          | [ 19 ] |

## Episódios
| Episódio | Título              | Data de exibição original | Resumo do episódio |
| -------- | ------------------- | ------------------------- | --- |
| 1        | Welcome to Hell!    | 1 de outubro de 2024      | Desafio do Fright Feat: sobreviva em uma casa mal-assombrada e encontre um pergaminho de imunidade; não terminar resultará em extermínio instantâneo da competição. Prêmio do Fright Feat: Imunidade ao primeiro extermínio para o vencedor (todos os participantes também receberam produtos dos Boulet Brothers e um boxset da Mehron Cosmetics). Vencedora do Fright Feat: Scylla Desafio do Floor Show : escolha um ícone clássico do terror e reinvente seu visual do zero de uma forma totalmente nova, original e aterrorizante, de acordo com a sua arte drag. O ícone pode ser de filme, televisão, livros, histórias em quadrinhos ou videogames. - Asia Consent escolheu Art the Clown da série de filmes Terrifier. - Autine Heroine escolheu Audrey II dos filmes A Pequena Loja dos Horrores e do musical de mesmo nome. - Aurora Gozmic escolheu a múmia da série de filmes A Múmia. - Desiree Dik escolheu os animatrônicos da franquia Five Nights at Freddy's. - Grey Matter escolheu Leatherface da série de filmes The Texas Chainsaw Massacre. - Jaharia escolheu o Gill-man (também conhecido como a Criatura) da Criatura da Lagoa Negra. - Majesty escolheu o Conde Drácula de Drácula de Bram Stoker. - Pi escolheu o Sandworm da série de filmes Beetlejuice. - Scylla escolheu a Centopeia Humana da série de filmes de mesmo nome. - Severity Stone escolheu o Candyman da série de filmes de mesmo nome. - Vivvi the Force escolheu Pinhead, da série de filmes Hellraiser. - Yuri escolheu o Conde Drácula, do Drácula de Bram Stoker. Prêmio do Floor Show : US$ 2.500 em calçados da FierceQueen.com Vencedora do Floor Show: Asia Consent Desafio de Extermínio: Os competidores devem mergulhar fundo no oceano em águas infestadas de tubarões sem a ajuda de uma gaiola de proteção. Observação: Após a deliberação, foi revelado que todos os participantes, com exceção de Scylla e Asia Consent, vencedora do Floor Show, poderiam ser votados para a exterminação. - Asia Consent votou em Severity Stone. - Auntie Heroine votou em Severity Stone. - Aurora Gozmic votou em Yuri. - Desiree Dik votou em Majesty. - Grey Matter votou em Desiree Dik. - Jaharia votou em Severity Stone. - Majesty votou em Pi. - Pi votou em Severity Stone. - Scylla votou em Aurora Gozmic. - Severity Stone votou em Aurora Gozmic. - Vivvi the force votou em Severity Stone. - Yuri votou em Severity Stone. Participantes: Aurora Gozmic e Severity Stone Exterminado: Severity Stone |
| 2        | Killer Dolls        | 8 de outubro de 2024      | Desafio do Fright Feat: ganhar uma partida de queimado/baleado. Prêmio do Fright Feat: poder conjurar uma maldição em outra participante. A participante amaldiçoada deve se preparar para o Floor Show com um braço amarrado. Vencedora do Fright Feat: Jaharia Amaldiçoada: Auntie Heroine Desafio do Floor Show: Criar um look no tema de "bonecas assassinas" e apresentá-lo no palco, além de performar uma dublagem da música "I Love Hollywood", da cantora Slayyyter. Prêmio do Floor Show: Maratona de compras no valor de US$ 2.500 na Dolls Kill. Vencedora do Floor Show: Auntie Heroine Desafio de extermínio: Ter o corpo perfurado por agulhas hipodérmicas, aguentando mais tempo que o outro participante. Participantes: Desiree Dik e Scylla. Exterminada: Scylla |
| 3        | Holiday of Horrors  | 15 de Outubro de 2024     | Desafio do Fright Feat: Gravar um vídeo para seu perfil no app de relacionamentos Taimi, enquanto come uma caixa de bombons de cérebro de porco com calda de peixe. Prêmio do Fright Feat: Uma inscrição Gold vitalícia no Taimi e a habilidade de amaldiçoar outro participante. A maldição de semana troca o espelho comum do participante por um espelho compacto. Vencedora do Fright Feat: Asia Consent Amaldiçoada: Grey Matter Desafio do Floor Show: Criar e apresentar um look inspirado em algum feriado. Além disso, o participante deve perfomar um ato filth durante o floor show. - Asia Consent escolheu Dia das Mães. - Auntie Heroine escolheu Halloween. - Aurora Gozmic escolheu Baby New Year - Desiree Dik escolheu Dia de Ação de Graças. - Grey Matter escolheu Coelho da Páscoa. - Jaharia escolheu Aniversário. - Majesty escolheu Dia da Independência. - Pi escolheu Baby New Year. - Vivvi the Force escolheu Dia da Independência. - Yuri escolheu Dia dos Namorados. Prêmio do Floor Show: Maratona de compras no valor de US$ 2.500 na Dolls Kill. Vencedora do Floor Show: Asia Consent Desafio de extermínio: Saltar de paraquedas de um avião a mais de 5 mil metros de altitude (18.000 pés). Participantes: Desiree Dik e Yuri. Exterminada: Desiree Dik |
| 4        | The Ghost Train     | 22 de Outubro de 2024     | Desafio do Floor Show: Em trios, criar looks no tema "trem fantasma" e apresentá-los em um cemitério de trens. Além disso, preparar uma dublagem da música "The Ghost Train", dos Boulet Brothers. Os trios foram: - Asia Consent, Aurora Gozmic e Vivvi the Force - Auntie Heroine, Jaharia e Pi - Grey Matter, Majesty e Yuri Prêmio do Floor Show: Conjunto exclusivo da Fierce Drag Jewels. Vencedora do Floor Show: Aurora Gozmic Desafio de extermínio: Enquanto segura a grade externa de uma Bobina de Tesla, levar diversas descargas elétricas. É exterminado o participante que desistir primeiro. Participantes: Grey Matter e Vivvi the Force. Exterminada: Nenhum |
| 5        | Dragula The Musical | 29 de Outubro de 2024     | Desistiu: Majesty Desafio do Floor Show: Em grupos, aprender, coreografar e apresentar o musical Dragula: The Musical, baseado em Drag: The Musical. Os grupos foram: - Rat House Fever: Auntie Heroine, Grey Matter, Vivvi the Force e Yuri - The Snake Pit: Asia Consent, Aurora Gozmic, Jaharia e Pi Prêmio do Floor Show: Ter uma participação especial no musical Drag: The Musical. O time vencedor também escolhe as duas concorrentes que deverão participar da exterminação. Vencedora do Floor Show: Pi Desafio de extermínio: Participar de uma batalha de dublagem da música Waiting, de The Dahli. Participantes: Auntie Heroine e Vivvi the Force. Exterminada: Vivvi the Force |

## Trivia
A 6ª temporada de Dragula é a primeira temporada  a...
- Ter 12 artistas drag, sendo a temporada com o maior número de participantes até o momento.

A 6ª temporada de Dragula é a segunda temporada a...
- Ter uma ex-participante da franquia  Drag Race, Yuri Guaii. [nota 7]

A 6ª temporada de Dragula é a quarta temporada a...
- Ter uma participante de fora dos EUA, Yuri, da Nova Zelândia.